# Tour La Provence 2018
El Tour La Provence 2018, fou la 3a edició del Tour La Provence i es disputà entre el 8 i l'11 de febrer de 2018 sobre un recorregut de 482,9 km repartits entre quatre etapes. La cursa formà part del calendari de l'UCI Europa Tour 2018, amb una categoria 2.1.
El vencedor final fou el francès Alexandre Geniez (AG2R La Mondiale), amb cinc segons d'avantatge respecte el seu company d'equip Tony Gallopin i set sobre Rudy Molard (FDJ), que completaren el podi.

## Equips
En aquesta edició hi prenen part 16 equips:
| WorldTeams (2)- AG2R La Mondiale - FDJ Equips continentals professionals (5)- Fortuneo-Samsic - Vital Concept - Direct Énergie - Delko-Marseille Provence-KTM - Cofidis, Solutions Crédits Equips continentals (6)- Roubaix Lille Métropole - Saint Michel-Auber 93 - Polartec-Kometa - Sovac-Natura4Ever - Lotto-Kern-Haus - Amore & Vita-Prodir |
| |

## Etapes
| Etapa    | Data      | Ciutats d'etapa                           | type              | Distància (km) | Vencedor de l'etapa | Líder de la general |
| -------- | --------- | ----------------------------------------- | ----------------- | -------------- | ------------------- | ------------------- |
| Pròleg   | 8 de feb  | Circuit Paul Ricard – Circuit Paul Ricard | pròleg            | 5,8            | Alexandre Geniez    | Alexandre Geniez    |
| 1a etapa | 9 de feb  | Aubanha – Istre                           | etapa accidentada | 165,9          | Christophe Laporte  | Alexandre Geniez    |
| 2a etapa | 10 de feb | La Ciutat – Gèmas                         | etapa accidentada | 144,5          | Rémy di Grégorio    | Alexandre Geniez    |
| 3a etapa | 11 de feb | Ais de Provença – Marsella                | etapa accidentada | 166,7          | Christophe Laporte  | Alexandre Geniez    |

### Pròleg
| \| Classificació de l'etapa \| Classificació de l'etapa \| Classificació de l'etapa \| Classificació de l'etapa \| Classificació de l'etapa \| \| Corredor \| Corredor \| Equip \| Temps \| \| \| ------------------------ \| ------------------------ \| -------------------------- \| ------------------------ \| ------------------------ \| \| 1r \| Alexandre Geniez \| AG2R La Mondiale \| 6' 49" \| \| \| 2n \| Sylvain Chavanel \| Direct Énergie \| + 2" \| \| \| 3r \| Christophe Laporte \| Cofidis, Solutions Crédits \| + 2" \| \| \| 4t \| Tony Gallopin \| AG2R La Mondiale \| + 5" \| \| \| 5è \| Rudy Molard \| FDJ \| + 7" \| \| \| 6è \| Yoann Paillot \| Saint Michel-Auber 93 \| + 7" \| \| \| 7è \| Jérémy Cabot \| Roubaix Lille Métropole \| + 7" \| \| \| 8è \| Marc Sarreau \| FDJ \| + 8" \| \| \| 9è \| Bruno Armirail \| FDJ \| + 8" \| \| \| 10è \| Anthony Perez \| Cofidis, Solutions Crédits \| + 10" \| \| |                    |                            |        |
| |                    |                            |        |
| |                    |                            |        |
| Classificació de l'etapa |                    |                            |        |
| Corredor | Corredor           | Equip                      | Temps  |
| 1r | Alexandre Geniez   | AG2R La Mondiale           | 6' 49" |
| 2n | Sylvain Chavanel   | Direct Énergie             | + 2"   |
| 3r | Christophe Laporte | Cofidis, Solutions Crédits | + 2"   |
| 4t | Tony Gallopin      | AG2R La Mondiale           | + 5"   |
| 5è | Rudy Molard        | FDJ                        | + 7"   |
| 6è | Yoann Paillot      | Saint Michel-Auber 93      | + 7"   |
| 7è | Jérémy Cabot       | Roubaix Lille Métropole    | + 7"   |
| 8è | Marc Sarreau       | FDJ                        | + 8"   |
| 9è | Bruno Armirail     | FDJ                        | + 8"   |
| 10è | Anthony Perez      | Cofidis, Solutions Crédits | + 10"  |

| \| Classificació general \| Classificació general \| Classificació general \| Classificació general \| Classificació general \| \| Corredor \| Corredor \| Equip \| Temps \| \| \| --------------------- \| --------------------- \| -------------------------- \| --------------------- \| --------------------- \| \| 1r \| Alexandre Geniez \| AG2R La Mondiale \| 6' 49" \| \| \| 2n \| Sylvain Chavanel \| Direct Énergie \| + 2" \| \| \| 3r \| Christophe Laporte \| Cofidis, Solutions Crédits \| + 2" \| \| \| 4t \| Tony Gallopin \| AG2R La Mondiale \| + 5" \| \| \| 5è \| Rudy Molard \| FDJ \| + 7" \| \| \| 6è \| Yoann Paillot \| Saint Michel-Auber 93 \| + 7" \| \| \| 7è \| Jérémy Cabot \| Roubaix Lille Métropole \| + 7" \| \| \| 8è \| Marc Sarreau \| FDJ \| + 8" \| \| \| 9è \| Bruno Armirail \| FDJ \| + 8" \| \| \| 10è \| Anthony Perez \| Cofidis, Solutions Crédits \| + 10" \| \| |                    |                            |        |
| |                    |                            |        |
| |                    |                            |        |
| Classificació general |                    |                            |        |
| Corredor | Corredor           | Equip                      | Temps  |
| 1r | Alexandre Geniez   | AG2R La Mondiale           | 6' 49" |
| 2n | Sylvain Chavanel   | Direct Énergie             | + 2"   |
| 3r | Christophe Laporte | Cofidis, Solutions Crédits | + 2"   |
| 4t | Tony Gallopin      | AG2R La Mondiale           | + 5"   |
| 5è | Rudy Molard        | FDJ                        | + 7"   |
| 6è | Yoann Paillot      | Saint Michel-Auber 93      | + 7"   |
| 7è | Jérémy Cabot       | Roubaix Lille Métropole    | + 7"   |
| 8è | Marc Sarreau       | FDJ                        | + 8"   |
| 9è | Bruno Armirail     | FDJ                        | + 8"   |
| 10è | Anthony Perez      | Cofidis, Solutions Crédits | + 10"  |

### Etapa 1
| \| Classificació de l'etapa \| Classificació de l'etapa \| Classificació de l'etapa \| Classificació de l'etapa \| Classificació de l'etapa \| \| Corredor \| Corredor \| Equip \| Temps \| \| \| ------------------------ \| ------------------------ \| ------------------------------- \| ------------------------ \| ------------------------ \| \| 1r \| Christophe Laporte \| Cofidis, Solutions Crédits \| 4h 04' 44" \| \| \| 2n \| Eduard-Michael Grosu \| Nippo-Vini Fantini-Europa Ovini \| + 0" \| \| \| 3r \| Pierre Barbier \| Roubaix Lille Métropole \| + 0" \| \| \| 4t \| Rudy Barbier \| AG2R La Mondiale \| + 0" \| \| \| 5è \| Lilian Calmejane \| Direct Énergie \| + 0" \| \| \| 6è \| Julen Irizar \| Euskadi-Murias \| + 0" \| \| \| 7è \| Dorian Godon \| Cofidis, Solutions Crédits \| + 0" \| \| \| 8è \| Jonas Van Genechten \| Vital Concept \| + 0" \| \| \| 9è \| Youcef Reguigui \| Sovac-Natura4Ever \| + 0" \| \| \| 10è \| Justin Jules \| WB-Aqua Protect-Veranclassic \| + 0" \| \| |                      |                                 |            |
| |                      |                                 |            |
| |                      |                                 |            |
| Classificació de l'etapa |                      |                                 |            |
| Corredor | Corredor             | Equip                           | Temps      |
| 1r | Christophe Laporte   | Cofidis, Solutions Crédits      | 4h 04' 44" |
| 2n | Eduard-Michael Grosu | Nippo-Vini Fantini-Europa Ovini | + 0"       |
| 3r | Pierre Barbier       | Roubaix Lille Métropole         | + 0"       |
| 4t | Rudy Barbier         | AG2R La Mondiale                | + 0"       |
| 5è | Lilian Calmejane     | Direct Énergie                  | + 0"       |
| 6è | Julen Irizar         | Euskadi-Murias                  | + 0"       |
| 7è | Dorian Godon         | Cofidis, Solutions Crédits      | + 0"       |
| 8è | Jonas Van Genechten  | Vital Concept                   | + 0"       |
| 9è | Youcef Reguigui      | Sovac-Natura4Ever               | + 0"       |
| 10è | Justin Jules         | WB-Aqua Protect-Veranclassic    | + 0"       |

| \| Classificació general \| Classificació general \| Classificació general \| Classificació general \| Classificació general \| \| Corredor \| Corredor \| Equip \| Temps \| \| \| --------------------- \| --------------------- \| -------------------------- \| --------------------- \| --------------------- \| \| 1r \| Alexandre Geniez \| AG2R La Mondiale \| 4h 11' 33" \| \| \| 2n \| Sylvain Chavanel \| Direct Énergie \| + 2" \| \| \| 3r \| Christophe Laporte \| Cofidis, Solutions Crédits \| + 2" \| \| \| 4t \| Tony Gallopin \| AG2R La Mondiale \| + 5" \| \| \| 5è \| Rudy Molard \| FDJ \| + 7" \| \| \| 6è \| Yoann Paillot \| Saint Michel-Auber 93 \| + 7" \| \| \| 7è \| Jérémy Cabot \| Roubaix Lille Métropole \| + 7" \| \| \| 8è \| Marc Sarreau \| FDJ \| + 8" \| \| \| 9è \| Bruno Armirail \| FDJ \| + 8" \| \| \| 10è \| Anthony Perez \| Cofidis, Solutions Crédits \| + 10" \| \| |                    |                            |            |
| |                    |                            |            |
| |                    |                            |            |
| Classificació general |                    |                            |            |
| Corredor | Corredor           | Equip                      | Temps      |
| 1r | Alexandre Geniez   | AG2R La Mondiale           | 4h 11' 33" |
| 2n | Sylvain Chavanel   | Direct Énergie             | + 2"       |
| 3r | Christophe Laporte | Cofidis, Solutions Crédits | + 2"       |
| 4t | Tony Gallopin      | AG2R La Mondiale           | + 5"       |
| 5è | Rudy Molard        | FDJ                        | + 7"       |
| 6è | Yoann Paillot      | Saint Michel-Auber 93      | + 7"       |
| 7è | Jérémy Cabot       | Roubaix Lille Métropole    | + 7"       |
| 8è | Marc Sarreau       | FDJ                        | + 8"       |
| 9è | Bruno Armirail     | FDJ                        | + 8"       |
| 10è | Anthony Perez      | Cofidis, Solutions Crédits | + 10"      |

### Etapa 2
| \| Classificació de l'etapa \| Classificació de l'etapa \| Classificació de l'etapa \| Classificació de l'etapa \| Classificació de l'etapa \| \| Corredor \| Corredor \| Equip \| Temps \| \| \| ------------------------ \| ------------------------ \| ---------------------------- \| ------------------------ \| ------------------------ \| \| 1r \| Rémy di Grégorio \| Delko-Marseille Provence-KTM \| 3h 46' 05" \| \| \| 2n \| Lilian Calmejane \| Direct Énergie \| + 0" \| \| \| 3r \| Tony Gallopin \| AG2R La Mondiale \| + 0" \| \| \| 4t \| Jonathan Hivert \| Direct Énergie \| + 0" \| \| \| 5è \| Mathias Le Turnier \| Cofidis, Solutions Crédits \| + 0" \| \| \| 6è \| Rudy Molard \| FDJ \| + 0" \| \| \| 7è \| Alexandre Geniez \| AG2R La Mondiale \| + 0" \| \| \| 8è \| David Gaudu \| FDJ \| + 0" \| \| \| 9è \| Mathias Frank \| AG2R La Mondiale \| + 3" \| \| \| 10è \| Sylvain Chavanel \| Direct Énergie \| + 9" \| \| |                    |                              |            |
| |                    |                              |            |
| |                    |                              |            |
| Classificació de l'etapa |                    |                              |            |
| Corredor | Corredor           | Equip                        | Temps      |
| 1r | Rémy di Grégorio   | Delko-Marseille Provence-KTM | 3h 46' 05" |
| 2n | Lilian Calmejane   | Direct Énergie               | + 0"       |
| 3r | Tony Gallopin      | AG2R La Mondiale             | + 0"       |
| 4t | Jonathan Hivert    | Direct Énergie               | + 0"       |
| 5è | Mathias Le Turnier | Cofidis, Solutions Crédits   | + 0"       |
| 6è | Rudy Molard        | FDJ                          | + 0"       |
| 7è | Alexandre Geniez   | AG2R La Mondiale             | + 0"       |
| 8è | David Gaudu        | FDJ                          | + 0"       |
| 9è | Mathias Frank      | AG2R La Mondiale             | + 3"       |
| 10è | Sylvain Chavanel   | Direct Énergie               | + 9"       |

| \| Classificació general \| Classificació general \| Classificació general \| Classificació general \| Classificació general \| \| Corredor \| Corredor \| Equip \| Temps \| \| \| --------------------- \| --------------------- \| -------------------------- \| --------------------- \| --------------------- \| \| 1r \| Alexandre Geniez \| AG2R La Mondiale \| 7h 57' 38" \| \| \| 2n \| Tony Gallopin \| AG2R La Mondiale \| + 5" \| \| \| 3r \| Rudy Molard \| FDJ \| + 7" \| \| \| 4t \| Sylvain Chavanel \| Direct Énergie \| + 11" \| \| \| 5è \| Lilian Calmejane \| Direct Énergie \| + 13" \| \| \| 6è \| Mathias Le Turnier \| Cofidis, Solutions Crédits \| + 14" \| \| \| 7è \| Mathias Frank \| AG2R La Mondiale \| + 16" \| \| \| 8è \| Jonathan Hivert \| Direct Énergie \| + 19" \| \| \| 9è \| David Gaudu \| FDJ \| + 24" \| \| \| 10è \| Quentin Pacher \| Vital Concept \| + 41" \| \| |                    |                            |            |
| |                    |                            |            |
| |                    |                            |            |
| Classificació general |                    |                            |            |
| Corredor | Corredor           | Equip                      | Temps      |
| 1r | Alexandre Geniez   | AG2R La Mondiale           | 7h 57' 38" |
| 2n | Tony Gallopin      | AG2R La Mondiale           | + 5"       |
| 3r | Rudy Molard        | FDJ                        | + 7"       |
| 4t | Sylvain Chavanel   | Direct Énergie             | + 11"      |
| 5è | Lilian Calmejane   | Direct Énergie             | + 13"      |
| 6è | Mathias Le Turnier | Cofidis, Solutions Crédits | + 14"      |
| 7è | Mathias Frank      | AG2R La Mondiale           | + 16"      |
| 8è | Jonathan Hivert    | Direct Énergie             | + 19"      |
| 9è | David Gaudu        | FDJ                        | + 24"      |
| 10è | Quentin Pacher     | Vital Concept              | + 41"      |

### Etapa 3
| \| Classificació de l'etapa \| Classificació de l'etapa \| Classificació de l'etapa \| Classificació de l'etapa \| Classificació de l'etapa \| \| Corredor \| Corredor \| Equip \| Temps \| \| \| ------------------------ \| ------------------------ \| ------------------------------- \| ------------------------ \| ------------------------ \| \| 1r \| Christophe Laporte \| Cofidis, Solutions Crédits \| 4h 15' 27" \| \| \| 2n \| Pierre Barbier \| Roubaix Lille Métropole \| + 0" \| \| \| 3r \| Jonas Van Genechten \| Vital Concept \| + 0" \| \| \| 4t \| Samuel Dumoulin \| AG2R La Mondiale \| + 0" \| \| \| 5è \| Romain Feillu \| Saint Michel-Auber 93 \| + 0" \| \| \| 6è \| Jérémy Leveau \| Delko-Marseille Provence-KTM \| + 0" \| \| \| 7è \| Damiano Cima \| Nippo-Vini Fantini-Europa Ovini \| + 0" \| \| \| 8è \| Marc Sarreau \| FDJ \| + 0" \| \| \| 9è \| Cyril Barthe \| Euskadi-Murias \| + 0" \| \| \| 10è \| Romain Hardy \| Fortuneo-Samsic \| + 0" \| \| |                     |                                 |            |
| |                     |                                 |            |
| |                     |                                 |            |
| Classificació de l'etapa |                     |                                 |            |
| Corredor | Corredor            | Equip                           | Temps      |
| 1r | Christophe Laporte  | Cofidis, Solutions Crédits      | 4h 15' 27" |
| 2n | Pierre Barbier      | Roubaix Lille Métropole         | + 0"       |
| 3r | Jonas Van Genechten | Vital Concept                   | + 0"       |
| 4t | Samuel Dumoulin     | AG2R La Mondiale                | + 0"       |
| 5è | Romain Feillu       | Saint Michel-Auber 93           | + 0"       |
| 6è | Jérémy Leveau       | Delko-Marseille Provence-KTM    | + 0"       |
| 7è | Damiano Cima        | Nippo-Vini Fantini-Europa Ovini | + 0"       |
| 8è | Marc Sarreau        | FDJ                             | + 0"       |
| 9è | Cyril Barthe        | Euskadi-Murias                  | + 0"       |
| 10è | Romain Hardy        | Fortuneo-Samsic                 | + 0"       |

## Classificació final
| \| Classificació general \| Classificació general \| Classificació general \| Classificació general \| Classificació general \| \| Corredor \| Corredor \| Equip \| Temps \| \| \| --------------------- \| --------------------- \| ---------------------------- \| --------------------- \| --------------------- \| \| 1r \| Alexandre Geniez \| AG2R La Mondiale \| 12h 13' 05" \| \| \| 2n \| Tony Gallopin \| AG2R La Mondiale \| + 5" \| \| \| 3r \| Rudy Molard \| FDJ \| + 7" \| \| \| 4t \| Sylvain Chavanel \| Direct Énergie \| + 11" \| \| \| 5è \| Lilian Calmejane \| Direct Énergie \| + 13" \| \| \| 6è \| Mathias Le Turnier \| Cofidis, Solutions Crédits \| + 14" \| \| \| 7è \| Mathias Frank \| AG2R La Mondiale \| + 16" \| \| \| 8è \| Jonathan Hivert \| Direct Énergie \| + 19" \| \| \| 9è \| David Gaudu \| FDJ \| + 24" \| \| \| 10è \| Quentin Pacher \| Vital Concept \| + 41" \| \| \| 11è \| Maxime Bouet \| Fortuneo-Samsic \| + 42" \| \| \| 12è \| Yoann Bagot \| Vital Concept \| + 42" \| \| \| 13è \| Rémy di Grégorio \| Delko-Marseille Provence-KTM \| + 52" \| \| \| 14è \| Anthony Perez \| Cofidis, Solutions Crédits \| + 1' 02" \| \| \| 15è \| Romain Seigle \| FDJ \| + 1' 03" \| \| |                    |                              |             |
| |                    |                              |             |
| Font: ProCyclingStats |                    |                              |             |
| Classificació general |                    |                              |             |
| Corredor | Corredor           | Equip                        | Temps       |
| 1r | Alexandre Geniez   | AG2R La Mondiale             | 12h 13' 05" |
| 2n | Tony Gallopin      | AG2R La Mondiale             | + 5"        |
| 3r | Rudy Molard        | FDJ                          | + 7"        |
| 4t | Sylvain Chavanel   | Direct Énergie               | + 11"       |
| 5è | Lilian Calmejane   | Direct Énergie               | + 13"       |
| 6è | Mathias Le Turnier | Cofidis, Solutions Crédits   | + 14"       |
| 7è | Mathias Frank      | AG2R La Mondiale             | + 16"       |
| 8è | Jonathan Hivert    | Direct Énergie               | + 19"       |
| 9è | David Gaudu        | FDJ                          | + 24"       |
| 10è | Quentin Pacher     | Vital Concept                | + 41"       |
| 11è | Maxime Bouet       | Fortuneo-Samsic              | + 42"       |
| 12è | Yoann Bagot        | Vital Concept                | + 42"       |
| 13è | Rémy di Grégorio   | Delko-Marseille Provence-KTM | + 52"       |
| 14è | Anthony Perez      | Cofidis, Solutions Crédits   | + 1' 02"    |
| 15è | Romain Seigle      | FDJ                          | + 1' 03"    |